# Jordan Molina
Pour les articles homonymes, voir Molina.
 (février 2024).
La mise en forme du texte ne suit pas les recommandations de Wikipédia : il faut le « wikifier ».
Les points d'amélioration suivants sont les cas les plus fréquents :
- Les titres sont pré-formatés par le logiciel. Ils ne sont ni en capitales, ni en gras.
- Le texte ne doit pas être écrit en capitales (les noms de famille non plus), ni en gras, ni en italique, ni en « petit »…
- Le gras n'est utilisé que pour surligner le titre de l'article dans l'introduction, une seule fois.
- L'italique est rarement utilisé : mots en langue étrangère, titres d'œuvres, noms de bateaux, etc.
- Les citations ne sont pas en italique mais en corps de texte normal. Elles sont entourées par des guillemets français : « et ».
- Les listes à puces sont à éviter, des paragraphes rédigés étant largement préférés. Les tableaux sont à réserver à la présentation de données structurées (résultats, etc.).
- Les appels de note de bas de page (petits chiffres en exposant, introduits par l'outil «  Source ») sont à placer entre la fin de phrase et le point final[comme ça].
- Les liens internes (vers d'autres articles de Wikipédia) sont à choisir avec parcimonie. Créez des liens vers des articles approfondissant le sujet. Les termes génériques sans rapport avec le sujet sont à éviter, ainsi que les répétitions de liens vers un même terme.
- Les liens externes sont à placer uniquement dans une section « Liens externes », à la fin de l'article. Ces liens sont à choisir avec parcimonie suivant les règles définies. Si un lien sert de source à l'article, son insertion dans le texte est à faire par les notes de bas de page.
- La présentation des références doit suivre les conventions bibliographiques. Il est recommandé d'utiliser les modèles {{Ouvrage}}, {{Chapitre}}, {{Article}}, {{Lien web}} et/ou {{Bibliographie}}. Le mode d'édition visuel peut mettre en forme automatiquement les références.
- Insérer une infobox (cadre d'informations à droite) n'est pas obligatoire pour parachever la mise en page.

Pour une aide détaillée, merci de consulter Aide:Wikification.
Si vous pensez que ces points ont été résolus, vous pouvez retirer ce bandeau et améliorer la mise en forme d'un autre article.
Jordan Molina, né le 26 juin 1993 à Carcassonne, est un vidéaste web, dessinateur, influenceur, entrepreneur et auteur connu sous le pseudonyme de TutoDraw sur les réseaux sociaux.
Premier youtubeur dessin français en nombre d’abonnés depuis la création de sa chaîne YouTube en 2011, Jordan démocratise le dessin sur internet par la réalisation et la diffusion de tutoriels grand public.
En complément de son activité sur les réseaux sociaux, il écrit le livre Comment dessiner avec TutoDraw en 2017 et commercialise depuis des box de dessin à thème au travers de la marque DrawBox.
En mai 2023, sa chaîne YouTube est suivie par une communauté de plus 2,2 millions de personnes et comptabilise 550 millions de vues.

## Biographie

### Enfance et adolescence
Jordan Molina naît le 26 juin 1993 à Carcassonne, il passe son enfance et adolescence dans le département de l'Aude. En 2011, il obtient un baccalauréat professionnel électrotechnique au Lycée Jules Fil de Carcassonne.
Au cours de ses années lycée, Jordan se découvre une passion pour le dessin réaliste, le dessin graphique et le montage vidéo. Il débute alors son activité de dessinateur en réalisant des portraits.

### Débuts sur Internet
En 2011, il crée la chaîne YouTube TutoDraw afin de vulgariser en France l'apprentissage du dessin sur les réseaux sociaux et le rendre accessible au plus grand nombre.
Au travers de ses tutoriels, Jordan explore et démocratise alors tous les styles et matériaux artistiques auprès de sa communauté : réalisme, doodle art, manga, cartoon, peinture, aquarelle, art corporel, dessin sur pierre, dessin avec du sel.

### Ascension internationale
En 2016, cinq ans après sa création, la chaîne YouTube TutoDraw connaît une croissance rapide et atteint les 500 000 abonnés. Mais c'est en 2017 que la chaîne bénéficie d'une résonance à l'international par la diffusion d'une série de vidéos d'art corporel dans laquelle Jordan dessine des illusions d'optique sur ses mains, atteignant alors plusieurs centaines de millions de vues.

### Diversification de contenus
Alors que la chaîne YouTube TutoDraw compte près d'un million d'abonnés en 2017, Jordan crée la marque DrawBox et se lance dans la commercialisation de box de dessin à thème en s'associant avec TF1 Publishing et le groupe beaux-arts Rougier & Plé. Parallèlement, il écrit la même année l'ouvrage de tutoriels de dessin Comment dessiner avec TutoDraw, édité chez CreaPassions.

## Réalisations

### Ouvrages
- Jordan MOLINA, Comment dessiner avec TutoDraw. CreaPassions, 2017, 128 pages

### Édition de box de dessin
- 2017 : Jordan MOLINA (TutoDraw), DrawBox Doodle, TF1 Publishing
- 2018 : Jordan MOLINA (TutoDraw), DrawBox Manga, TF1 Publishing
- 2018 : Jordan MOLINA (TutoDraw), DrawBox Réalisme, TF1 Publishing
- 2018 : Jordan MOLINA (TutoDraw), DrawBox Doodle Collector, TF1 Publishing
- 2019 : Jordan MOLINA (TutoDraw), DrawBox Rainbow, TF1 Publishing
- 2019 : Jordan MOLINA (TutoDraw), DrawBox Futur, TF1 Publishing
- 2019 : Jordan MOLINA (TutoDraw), DrawBox Aquarelle, TF1 Publishing
- 2020 : Jordan MOLINA (TutoDraw), DrawBox Manga Collector, TF1 Publishing[7]
- 2022 : Jordan MOLINA (TutoDraw), DrawBox Black&White, GRIF Beaux-Arts[8]
- 2023 : Jordan MOLINA (TutoDraw), DrawBox Dragon, GRIF Beaux-Arts
- 2023 : Jordan MOLINA (TutoDraw), DrawBox Gold, GRIF Beaux-Arts
- 2024 : Jordan MOLINA (TutoDraw), DrawBox Tokyo Manga, Rougier & Plé